# Molnár Ferenc tér
Molnár Ferenc tér est une place de Budapest, située dans le quartier de Losonci (8e arrondissement).